# Poludnivka, Ciîhîrîn
Poludnivka (în ucraineană Полуднівка) este un sat în comuna Novoselîțea din raionul Ciîhîrîn, regiunea Cerkasî, Ucraina.

## Demografie
Componența lingvistică a localității Poludnivka
     Ucraineană (94,27%)
     Rusă (5,73%)
Conform recensământului din 2001, majoritatea populației localității Poludnivka era vorbitoare de ucraineană (94,27%), existând în minoritate și vorbitori de rusă (5,73%).